# Johann Jakob Steinbrüchel
Johann Jakob Steinbrüchel (auch Johann Jacob Steinbrüchel; * 23. Mai 1729 in Schönholzerswilen; † 23. März 1796 in Zürich) war ein Schweizer reformierter Theologe, Pfarrer sowie klassischer Philologe.

## Leben

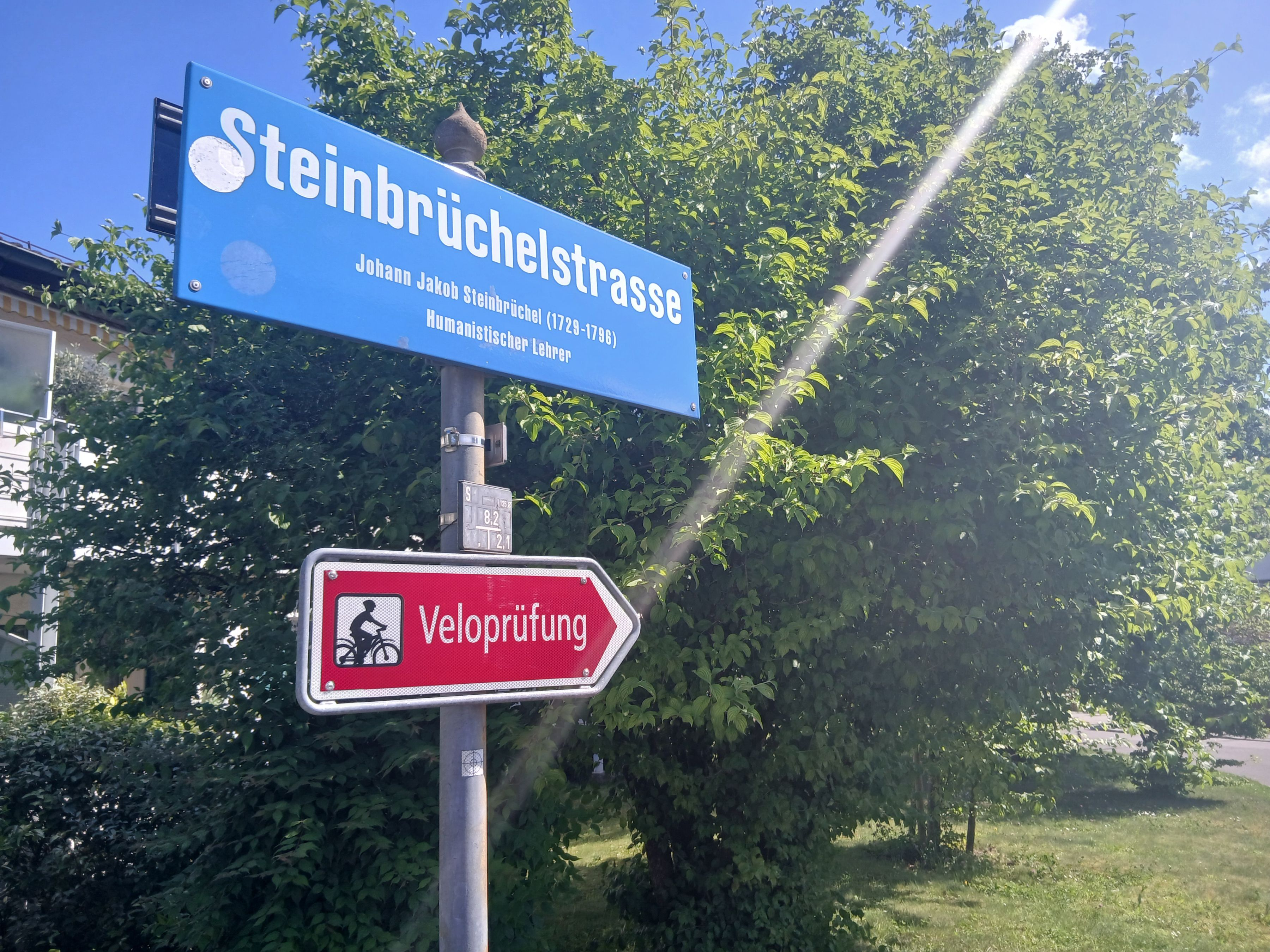
Steinbrüchelstrasse, Witikon

Steinbrüchel war Sohn eines gleichnamigen Pfarrers. Nachdem er seine Kindheit auf dem Land verbracht hatte, kam er zum Studium an das Collegium Carolinum Zürich. Dort stand er vor allem unter dem Einfluss von Johann Jakob Breitinger. 1751 erfolgte seine Ordination. Anschliessend trat er in den Predigtdienst. Seine Predigten fanden dabei das Interesse von Christoph Martin Wieland, der 1752 in Zürich weilte. Von Zürich wechselte er nach Pinache. Dort war er Pfarrer der Waldensergemeinde.
Steinbrüchel kehrte 1756 nach Zürich zurück und gründete ein Privatgymnasium, dessen Rektor er wurde. Dieses Gymnasium erfreute sich grosser  Beliebtheit. Trotzdem nahm er auf Vermittlung von Breitinger am Collegium humanitatis in Zürich 1763 die Professur für Hebräisch an, 1764 die Professur für Eloquenz und 1769 die Professur für alte Sprachen.
Steinbrüchel erhielt 1776 einen Ruf als Professor für Griechisch und biblische Hermeneutik ans Carolinum. Dort folgte er damit seinem Lehrer Johann Jakob Breitinger nach und übernahm ebenso dessen Kanonikat. Er war Anhänger der Aufklärung und an der Neuordnung des Hochschulwesens in Zürich beteiligt. Ausserdem soll er es verstanden haben, Talente zu fördern, so unterstützte er beispielsweise massgeblich den Aufklärungstheologen Heinrich Corrodi.

## Werke (Auswahl)
Übersetzungen
- Sophokles’ Elektra nebst Pindar’s 1. Ode, Gessner, Zürich 1759.
- König Oedipus nebst Pindar’s 2. Ode, Gessner, Zürich 1759.
- Philoctetes nebst Pindar’s 3. Ode, Gessner, Zürich 1760.
- Antigone nebst Pindar’s 4. und 5. Ode, Gessner, Zürich 1760.

Monographien
- Anthologia ex libris M. T. Ciceronis de officiis excerpta cui subjungitur lexici antibarbari compendium in usum Collegii humanitatis, Zürich 1769.